# دفاتر السجن
دفاتر السجن (بالإيطالية: Quaderni del carcere [kwaˈdɛrni del ˈkartʃere]) كانت سلسلة من المقالات كتبها الماركسي الإيطالي أنطونيو غرامشي. سُجن غرامشي من قبل النظام الفاشي الإيطالي في عام 1926. تمت كتابة الدفاتر بين عامي 1929 و 1935، عندما تم إطلاق سراح جرامشي من السجن إلى مركز طبي بسبب اعتلال صحته. زود صديقه بييرو سيرافا بأدوات الكتابة والدفاتر. توفي جرامشي في أبريل 1937.
كتب أكثر من 30 مفكرة و 3000 صفحة من التاريخ والتحليل أثناء سجنه. على الرغم من كتابتها بشكل غير منهجي، إلا أن دفاتر السجن تعتبر مساهمة أصلية للغاية في النظرية السياسية للقرن العشرين. استمد غرامشي رؤى من مصادر مختلفة - ليس فقط الماركسيين الآخرين ولكن أيضًا المفكرين مثل نيكولو مكيافيلي وفيلفريدو باريتو وجورج سوريل وبينيديتو كروتشي. تغطي دفاتر ملاحظاته مجموعة واسعة من الموضوعات، بما في ذلك التاريخ والقومية الإيطالية، والثورة الفرنسية، والفاشية، والتيلورية والفردية، والمجتمع المدني، والفولكلور، والدين والثقافة العالية والشعبية.
تم تهريب الدفاتر من السجن في الثلاثينيات. نُشرت الطبعة الأولى عام 1947 وفازت بجائزة فياريجيو بعد بضعة أشهر. تبع منح غرامشي لجائزة فياريجيو بعد وفاته نصب تذكاري من الجمعية التأسيسية لإيطاليا في 28 أبريل 1947. طُبع أول ترجمة إلى اللغة الإنجليزية في السبعينيات من قبل الشاعر والفلكلوري الإسكتلندي هاميش هندرسون.
بعض الأفكار في النظرية الماركسية والنظرية النقدية والنظرية التربوية المرتبطة باسم غرامشي:
- الهيمنة الثقافية كوسيلة للحفاظ على الدولة الرأسمالية.

- الحاجة إلى تعليم الشعب العمالي لتشجيع تنمية المثقفين من الطبقة العاملة.

- التمييز بين المجتمع السياسي (الشرطة، الجيش، النظام القانوني، إلخ) الذي يهيمن بشكل مباشر وقسري، والمجتمع المدني (الأسرة، نظام التعليم، النقابات العمالية، إلخ) حيث تتشكل القيادة من خلال الإيديولوجيا أو الوسائل الموافقة.

- «تاريخانية المطلقة».'' "Absolute historicism".

- نقد الحتمية الاقتصادية التي تعارض التفسيرات الجبرية للماركسية.

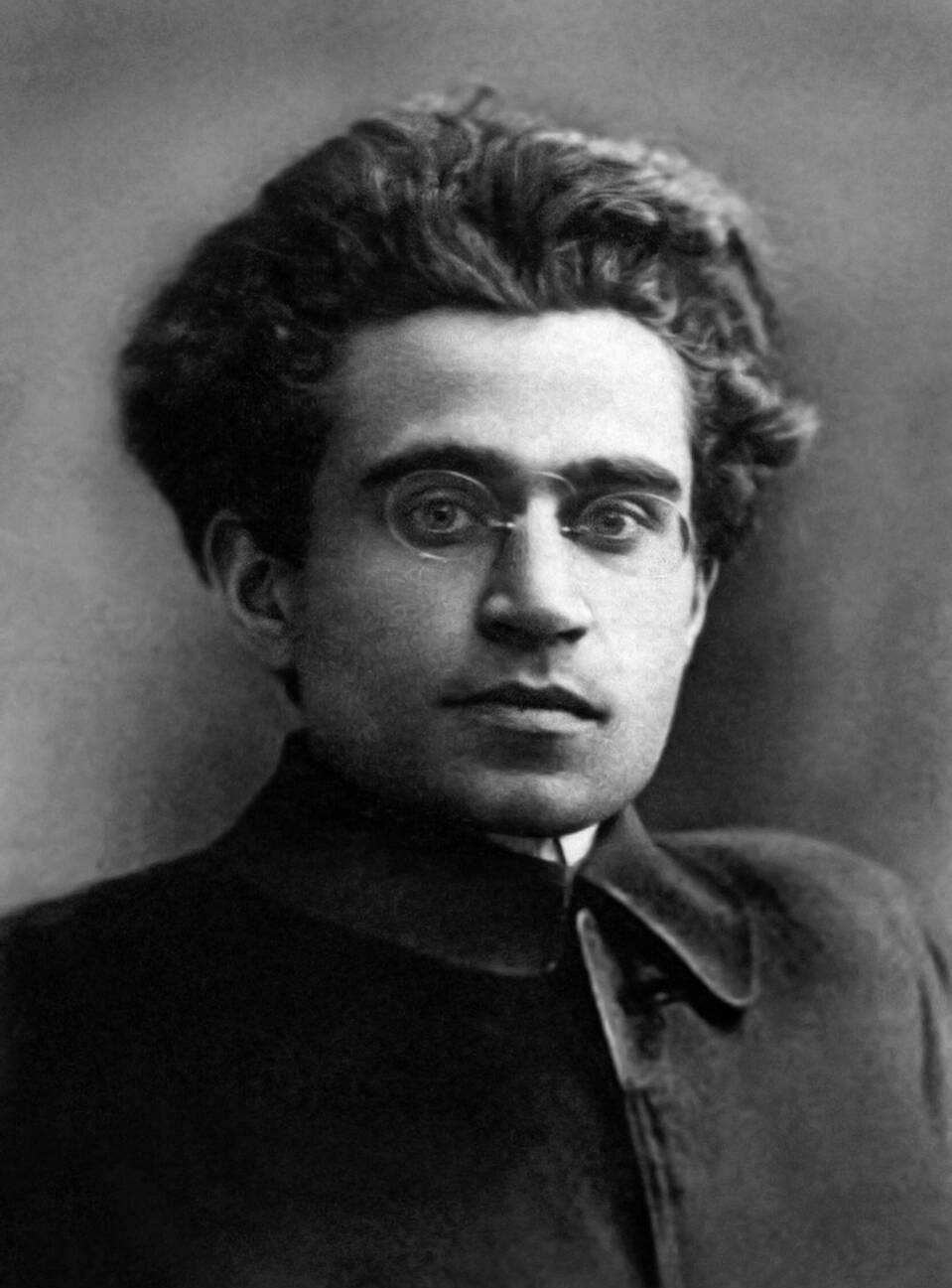
أنطونيو غرامشي

- نقد الفلسفية المادية.أنطونيو غرامشي